# FIFA 13
FIFA 13 este un joc video de simulare a fotbalului dezvoltat de EA Canada și publicat de Electronic Arts sub brandul EA Sports. Lansat în septembrie 2012, FIFA 13 face parte din celebra serie FIFA, fiind cea de-a douăzecea ediție a seriei. Jocul a fost lansat pentru diverse platforme, inclusiv PlayStation 3, Xbox 360, PC, Wii, PlayStation Vita, Nintendo 3DS și dispozitive mobile. FIFA 13 a fost apreciat pentru realismul său sporit, grafică îmbunătățită și o serie de caracteristici noi care au îmbunătățit experiența de joc.

## Caracteristici Noi

### First Touch Control
Una dintre cele mai semnificative inovații din FIFA 13 a fost sistemul "First Touch Control". Acest sistem a fost conceput pentru a face controlul mingii mai imprevizibil și mai realist. În FIFA 12, jucătorii aveau un control aproape perfect asupra mingii indiferent de situație. În FIFA 13, primele atingeri sunt influențate de mai mulți factori, inclusiv viteza mingii, abilitățile tehnice ale jucătorului și presiunea exercitată de adversari. Acest lucru a adăugat un element de incertitudine și realism, forțând jucătorii să se gândească mai strategic la fiecare pasă și preluare.

### Attacking Intelligence
AI-ul din FIFA 13 a fost semnificativ îmbunătățit pentru a crea o experiență mai realistă și provocatoare. Sistemul "Attacking Intelligence" le permite jucătorilor controlați de AI să analizeze spațiul, să-și ajusteze cursele și să gândească înainte, astfel încât să poată exploata mai eficient spațiile libere și să creeze oportunități de gol. Acest lucru a făcut ca atacurile să fie mai fluide și dinamice, reflectând mai bine comportamentul jucătorilor reali.

### Dribbling
Mecanica driblingului în FIFA 13 a fost îmbunătățită pentru a oferi mai multă libertate și control jucătorilor. Sistemul "Complete Dribbling" le permite jucătorilor să facă mișcări precise și rapide, utilizând ambele analoguri pentru a controla mingea și mișcările corpului. Această îmbunătățire a făcut ca duelurile unu la unu să fie mai captivante și mai provocatoare.

### Impact Engine
"Impact Engine" a fost introdus pentru prima dată în FIFA 12, dar a fost rafinat și îmbunătățit în FIFA 13. Această tehnologie gestionează coliziunile dintre jucători, făcându-le mai realiste și mai variate. În FIFA 13, Impact Engine-ul a fost optimizat pentru a reduce numărul de ciocniri bizare și a îmbunătăți realismul interacțiunilor fizice pe teren.

## Moduri de Joc

### Career Mode
Career Mode-ul din FIFA 13 a suferit o serie de îmbunătățiri semnificative. Jucătorii pot alege să joace fie ca manager, fie ca fotbalist, iar deciziile lor influențează direct cariera și progresul echipei. Managerii pot acum să participe la conferințe de presă, să gestioneze transferurile cu mai multă precizie și să dezvolte relații cu jucătorii lor. În plus, un nou sistem de scouting a fost introdus, permițând managerilor să descopere talente din întreaga lume.

### Ultimate Team
FIFA 13 Ultimate Team (FUT) a continuat să fie unul dintre cele mai populare moduri de joc. Jucătorii își pot construi propriile echipe folosind carduri de jucători, antrenori și echipamente, care pot fi achiziționate sau câștigate prin diverse metode. EA a introdus mai multe evenimente și provocări săptămânale pentru a menține interesul jucătorilor, precum și un sistem de chimie care influențează performanțele echipei pe teren.

### Skill Games
Skill Games este un mod nou introdus în FIFA 13, destinat să ajute jucătorii să-și perfecționeze abilitățile individuale. Aceste jocuri de abilitate acoperă diferite aspecte ale jocului, cum ar fi driblingul, pasarea, șutul și loviturile libere. Skill Games sunt structurate pe niveluri de dificultate, oferind o modalitate distractivă și interactivă de a învăța și a se antrena.

## Receptare și Critică
FIFA 13 a fost primit cu recenzii pozitive din partea criticilor și a jucătorilor. Graficile îmbunătățite, gameplay-ul realist și noile caracteristici au fost lăudate pe scară largă. Sistemul First Touch Control și AI-ul avansat au fost considerate inovații majore care au îmbunătățit semnificativ experiența de joc.

### Premii și Vânzări
FIFA 13 a fost un succes comercial uriaș, vânzând peste 4,5 milioane de copii în prima săptămână de la lansare. Jocul a primit numeroase premii, inclusiv titlul de "Cel mai bun joc sportiv" la diverse ceremonii de premiere. Popularitatea sa a continuat să crească, consolidându-și locul ca unul dintre cele mai bine vândute titluri din seria FIFA.

## Moștenire
FIFA 13 a reprezentat un punct de referință în evoluția seriei FIFA, aducând numeroase îmbunătățiri și inovații care au redefinit standardele pentru jocurile de simulare sportivă. Cu un gameplay mai realist, AI avansat și moduri de joc diversificate, FIFA 13 a rămas în amintirea fanilor ca unul dintre cele mai bune titluri ale seriei.

## Soundtrack
Coloana sonoră pentru FIFA 13 a fost anunțată pe 6 septembrie 2012.
| Coloana sonoră |                            |                                   |         |  |
| Nr.            | Titlu                      | Artist                            | Lungime |  |
| 1.             | „Get Away with It”         | Animal Kingdom                    |         |  |
| 2.             | „Mark IV”                  | Ashtar Command feat. Joshua Radin |         |  |
| 3.             | „Panda”                    | Astro                             |         |  |
| 4.             | „If So”                    | Atlas Genius                      |         |  |
| 5.             | „Feud”                     | Band of Horses                    |         |  |
| 6.             | „Weight of Living, Part 2” | Bastille                          |         |  |
| 7.             | „We Are Not Good People”   | Bloc Party                        |         |  |
| 8.             | „Outta My Mind”            | Cali                              |         |  |
| 9.             | „Us Against the World”     | Clement Marfo & The Frontline     |         |  |
| 10.            | „Follow”                   | Crystal Fighters                  |         |  |
| 11.            | „Professional Griefers”    | deadmau5 feat. Gerard Way         |         |  |
| 12.            | „Hail Bop”                 | Django Django                     |         |  |
| 13.            | „Get Out While You Can”    | Duologue                          |         |  |
| 14.            | „TeKKno Scene”             | Elliphant feat. Adam Kanyama      |         |  |
| 15.            | „Got That Fire (Oh La Ha)” | Featurecast feat. Pugs Atomz      |         |  |
| 16.            | „Spark”                    | Fitz and The Tantrums             |         |  |
| 17.            | „Let It Roll, Part 2”      | Flo Rida feat. Lil Wayne          |         |  |
| 18.            | „See the Light”            | Foreign Beggars & Bare Noize      |         |  |
| 19.            | „Bliss Out”                | Hadouken!                         |         |  |
| 20.            | „On Top of the World”      | Imagine Dragons                   |         |  |
| 21.            | „What Love”                | Jagwar Ma                         |         |  |
| 22.            | „You're A Animal”          | Jonathan Boulet                   |         |  |
| 23.            | „Club Foot”                | Kasabian                          |         |  |
| 24.            | „Come into My Head”        | Kimbra                            |         |  |
| 25.            | „G#”                       | Kitten                            |         |  |
| 26.            | „Eure Mädchen”             | Kraftklub                         |         |  |
| 27.            | „Black White & Blue”       | Ladyhawke                         |         |  |
| 28.            | „Finale”                   | Madeon                            |         |  |
| 29.            | „Searchin”                 | Matisyahu                         |         |  |
| 30.            | „Speed the Collapse”       | Metric                            |         |  |
| 31.            | „Paddling Out”             | Miike Snow                        |         |  |
| 32.            | „I'll Be Alright”          | Passion Pit                       |         |  |
| 33.            | „Sweet Sipping Soda”       | Reptar                            |         |  |
| 34.            | „Shine the Light”          | Reverend and The Makers           |         |  |
| 35.            | „Fly or Die”               | Rock Mafia                        |         |  |
| 36.            | „Goldrushed”               | The Royal Concept                 |         |  |
| 37.            | „Wild”                     | Royal Teeth                       |         |  |
| 38.            | „Big Mouth”                | Santigold                         |         |  |
| 39.            | „September”                | St. Lucia                         |         |  |
| 40.            | „Jungles”                  | Stepdad                           |         |  |
| 41.            | „Champion”                 | The Chevin                        |         |  |
| 42.            | „Saturday”                 | The Enemy                         |         |  |
| 43.            | „Don't Say Nothing”        | The Heavy                         |         |  |
| 44.            | „Ghosts”                   | The Presets                       |         |  |
| 45.            | „Sleep Alone”              | Two Door Cinema Club              |         |  |
| 46.            | „Quesadilla”               | Walk the Moon                     |         |  |
| 47.            | „Blur”                     | Wretch 32                         |         |  |
| 48.            | „We Come Running”          | Youngblood Hawke                  |         |  |
| 49.            | „Rain of Gold”             | Young Empires                     |         |  |
| 50.            | „Past 2”                   | Zemaria                           |         |  |